# Tetzilacatl
El tetzilacatl es un instrumento de percusión de origen azteca. Se trata de una bandeja de cobre suspendida por una cuerda, que se golpea con un mazo o con la mano. Se confinaba principalmente para música sacra en los templos. 
Fernando de Alva Ixtlilxóchitl habla en su Historia chichimeca de « un artesón de metal que llamaban tetzilacatl que servía de campana, que con un martillo asimismo de metal le tañían, y tenía casi el mismo tañido de una campana ». 